# Katuaq
Das Katuaq (grönländisch für Trommelschlägel) ist das Kulturzentrum der grönländischen Hauptstadt Nuuk. Das Gebäude wird für Konzerte, Kunstausstellungen, Konferenzen und als Kino genutzt. Das Katuaq ist ein gemeinsames Projekt der grönländischen Regierung, der damaligen Gemeinde Nuuk und des Nordischen Ministerrats. Die Eröffnung des Kulturzentrums fand am 15. Februar 1997 statt. Das Gebäude gehört der Regierung und der Kommuneqarfik Sermersooq als Nachfolgekommune der Gemeinde Nuuk.

## Architektur
Das Gebäude wurde vom dänischen Architekturbüro Schmidt Hammer Lassen gestaltet. Es hat einen einem rechtwinkligen Dreieck ähnlichen Grundriss, dessen Hypotenuse wellenartig geschwungen ist. Die Form soll an Polarlichter erinnern. Als Baumaterialien dominieren Holz und Glas. Es hat drei Etagen und einen Keller. Größtenteils frei im Raum stehend befinden sich im Inneren des Gebäudes das große Auditorium Hans Lynge Salen in Form eines Kreises, das kleine Auditorium Lillesalen in Form eines Quadrats und das Café CaféTuaq in Form eines gleichseitigen Dreiecks.
Im Gebäude sind Kunstwerke von Aka Høegh, Buuti Pedersen, Isle Hessner und Aage Gitz-Johansen installiert.
Das Nuuk Center, Grönlands erstes und bisher einziges Einkaufszentrum, schließt sich direkt nördlich an und bildet mit dem Katuaq zusammen eine Einheit an der diagonal verlaufenden Straße Imaneq.

## Leitung

### Direktoren
- 1997–1999: Jan Kløvstad
- 1999–2007: Juaaka Lyberth
- 2007–2018: Julia Pars
- 2018: Eigil Jonathan Petersen
- seit 2018: Arnakkuluk Jo Kleist

### Stiftungsvorsitzende
- um 1999: Per Berthelsen
- 2002–2005: Rigmor Thårup Høegh
- 2005–2016: Michael Skourup
- 2016–2017: Uju Petersen
- 2017–2019: Anna Karoline Heilmann
- 2019–2021: Pipaluk K. Jørgensen
- 2021–2022: Anna Karoline Heilmann
- seit 2022: Juaaka Lyberth